# فيستر هانسبيتر
فيستر هانسبيتر (بالإنجليزية: Hanspeter Pfister)‏ وهو عالم سويسري في مجال الكمبيوتر وأستاذ في جامعة وانج في جامعة هارفارد. وهو مدير معهد العلوم الحاسوبية التطبيقية بجامعة هارفارد ومدير مجلس إدارة اللجنة التقنية لجمعية الحاسب الآلي (IEEE) المعنية بالتصوير والرسومات. كان في السابق مديرًا مشاركًا وعالم أبحاث كبير في مختبرات ميتسوبيشي للابحاث الكهربائية.

## حياته
حصل فيستر هانسبيتر على درجة الماجستير في الهندسة الكهربائية في المعهد الفدرالي السويسري للتكنولوجيا في زيورخ ETH في عام 1991 وانتقل إلى الولايات المتحدة للحصول على درجة الدكتوراه في علوم الكمبيوتر في جامعة ستوني بروك. في عام 1992 بدأ العمل مع آري كوفمان في Cube-3، وهي بنية أجهزة لتصور الحجم. وبحلول وقت تخرجه في عام 1996، كان قد أنهى هندسة Cube-4 وقام بترخيصه إلى مختبرات ميتسوبيشي للابحاث الكهربائية. ثم انضم إلى شركة ميتسوبيشي، حيث عمل لأكثر من عقد من الزمن. كان المهندس الرئيسي لشركة VolumePro وحصل على جائزة رئيس ميتسوبيشي الكهربائية في عام 2000. انضم إلى هيئة التدريس في جامعة هارفارد في عام 2007. وفي عام 2012، كان رئيسًا للأوراق التقنية في SIGGRAPH. كان يعمل مستشاراً لبحوث ديزني اعتبارًا من عام 2012.